# Scavengers Reign
Scavengers Reign est une série animée pour adultes américaine de science-fiction créée par Joseph Bennett et Charles Huettner pour la chaine de télévision HBO Max, basée sur leur court métrage de 2016 : Scavengers. HBO Max a annoncé la série en juin 2022 et une première saison de douze épisodes est sortie le 19 octobre 2023,. Depuis sa sortie, la série a été remarquée par la critique, pour la qualité de son animation, pour l'atmosphère de ses histoires et pour les écosystèmes dépeints dans ses scénarios.

## Synopsis
La série suit les survivants du cargo interstellaire Demeter 227 endommagé qui s'écrase sur la planète Vesta. C'est un monde extraterrestre avec une flore et une faune abondante mais dangereuse. Les survivants sont séparés en trois groupes : Azi et son compagnon robot Levi ; Sam et Ursula ; et Kamen, voyageant avec une créature télépathique nommée Hollow. Au fil des épisodes, tous leurs chemins convergent vers le vaisseau Demeter échoué abritant le reste de l'équipage encore cryogénisé.

## Distribution

### Principal
- Sunita Mani dans le rôle d'Ursula, membre de l'équipage du Demeter travaillant au laboratoire d'horticulture ; échoué sur Vesta avec Sam.
- Wunmi Mosaku dans le rôle d'Azi, spécialiste du fret sur le Demeter ; échoué sur Vesta avec Levi.
- Alia Shawkat dans le rôle de Levi, un robot de Demeter ; échoué sur Vesta avec Azi.
- Bob Stephenson dans le rôle de Sam, commandant du Demeter ; échoué sur Vesta avec Ursula.
- Ted Travelstead dans le rôle de Kamen, un membre de l'équipage du Demeter qui a des difficultés dans sa carrière et dans sa relation avec sa femme Fiona ; alors qu'il est bloqué sur Vesta, il forme un lien avec Hollow, une créature télépathique et télékinésique. Le co-créateur Bennett a déclaré que la présence de Kamen a « introduit l'avidité et la gourmandise humaines dans ce règne animal »[3], ce qui rend Hollow plus sinistre.

### Secondaire
- Alia Shawkat dans le rôle de Fiona, l'ingénieur en robotique du Demeter et ex-épouse de Kamen.
- Sepideh Moafi dans le rôle de Mia, une passagère du Demeter qui débute une romance avec Azi.
- Skyler Gisondo dans le rôle de Charlie, un passager en cryogel sur le Demeter.
- Pollyanna McIntosh dans le rôle de Kris, la chef d'un groupe de pilleur venant d'une autre planète ayant l'intention de piller le Déméter.
- Freddy Rodriguez dans le rôle de Terrence, membre du groupe de pilleur de Kris.
- Dash Williams dans le rôle de Barry, le membre le plus jeune et le moins expérimenté du groupe de pilleur de Kris.
- Masha King dans le rôle de Mascha, une guérisseuse qu'Ursula et Sam rencontrent lors de leurs voyages sur Vesta ; faisait partie d'un groupe échoué sur Vesta plusieurs années auparavant.
- James Kyson dans le rôle de John, membre du groupe de Mascha.

## Production
Joseph Bennett et Charles Huettner ont créé le court métrage original Scavengers de 2016 pour Adult Swim, où il a été diffusé dans le cadre du bloc Toonami. Le court métrage d'animation de huit minutes ne contient aucun dialogue et présente deux humains s'engageant dans une série  d'interactions complexe avec des créatures alien. De 2018 à 2019, Bennett et Huettner ont étendu le concept à un pilote de série qui n'a pas abouti chez Adult Swim, mais elle a ensuite été reprise par HBO Max. La série de douze épisodes a été produite pendant deux ans par Titmouse, Inc. et Green Street Pictures avec une équipe composée d'animateurs internationaux travaillant à distance depuis le Mexique, l'Espagne, le Portugal et la France.

## Réception
La série a été saluée par la critique. Sur le site agrégateur d'avis Rotten Tomatoes, la première saison a un score d'approbation de 100 % avec une note moyenne de 8,7/10, basée sur 16 avis critiques. Le consensus des critiques du site Web se lit : "Déroutant et merveilleux, Scavengers Reign présente un monde très vivant qui invite à l'exploration, autant par ses personnages abandonnés que par les téléspectateurs." James Poniewozik du New York Times écrit : « une histoire luxuriante, magnifique et hypnotique de la survie humaine dans un endroit qui semble, d'une manière que les planètes de science-fiction ne gèrent qu'occasionnellement, véritablement alien ». Andrew Webster de The Verge l'a considéré comme : « à la fois beau et brutal, et peut-être l’œuvre de science-fiction la plus originale de l'année ».